# Ariane Grundies
Ariane Grundies (* 24. Dezember 1979 in Stralsund) ist eine deutsche Schriftstellerin.

## Leben
Grundies studierte am Deutschen Literaturinstitut in Leipzig und lebt mit ihrer Familie in Berlin. Sie veröffentlichte bisher zahlreiche Bücher, sowohl für Erwachsene als auch für Kinder in verschiedenen Publikumsverlagen, zum Teil unter Pseudonym. Für ihre Texte erhielt sie mehrere Auszeichnungen und Stipendien.
Außerdem schreibt sie regelmäßig für die Radiosendung Ohrenbär.
Ariane Grundies ist die Schwester des Schauspielers Björn Grundies.

## Werke
- Schön sind immer die andern. München: Piper, 2004. ISBN 3-492-04604-5
- Meene Kleene Berlin: Megaeinsverlag, 2005
- Am Ende Ich; Verlag Kein & Aber; September 2006; ISBN 3-036-95172-5
- (mit Björn Grundies) Anderes Ufer, andere Sitten Wien: Deuticke 2007 ISBN 3552060502
- Muschi, Puschi, Schnurrdiburr - Das Lexikon der prominenten Kosenamen Reinbek, Rowohlt 2009
- Fanny Furios - Ich bin mal schnell die Welt retten Dressler Hamburg 2016
- Die Toten am Sund, Piper, 2017
- Tod im Hafenbecken, Piper 2019
- Ein Mordsgeschenk für Agathe, Insel 2020
- Gebrauchsanweisung für die Ostsee und Mecklenburg-Vorpommern. Piper, München 2021, ISBN 978-3-492-27753-2.
- Ein Herz und eine Pflege, Rowohlt 2024 (Co-Autorenschaft)
- Als Anders in mein Leben rollte, Rotfuchs 2024

## Auszeichnungen
- Gewinnerin Smart Short Story Contest und beim „10. open mike“, Berlin (2002)
- Stipendien der Länder Sachsen, Mecklenburg-Vorpommern und Berlin
- Stipendium der Stiftung Kulturfonds
- Writer in Residence, Art Omi 2004, New York
- Dreimonatiges Aufenthaltsstipendium der Stadt Krakau, 2005
- 21. Stadtschreiberin der Stadt Otterndorf, Mai bis September 2006
- Aufenthaltsstipendium der Stadt Salzwedel von Januar bis März 2007
- Aufenthaltsstipendium im Schleswig Holstein Haus Rostock von Oktober bis Dezember 2007
- Stadtschreiber in Helsinki 2009
- Stipendium des Deutschen Literaturfonds 2021
- Stipendium des Berliner Senat für Kultur und Europa 2023